# Celia Cánovas Essard
Celia Cánovas Essard, née le 10 septembre 1966, est une femme politique espagnole membre de Podemos.

## Biographie

### Vie privée
Elle est mariée et mère d'une fille.

### Activités politiques
Le 20 décembre 2015, elle est élue sénatrice pour Tarragone au Sénat et réélue en 2016.